# Mads Ø. Nielsen
 Der er flere personer med dette navn, se Mads Nielsen.
Mads Øris Nielsen (født 17. marts 1981 i Viborg) er en dansk tidligere håndboldspiller, der har spillet mange år i Bjerringbro-Silkeborg Elitehåndbold, hvor han er i klubbens hall of fame. Han startede med at spille professionel håndbold i Bjerringbro FH før klubben fusionerede med Silkeborg-Voel KFUM i 2005 og blev til BSV.
Mads Ø. Nielsen er storebror til de to danske håndboldspillere Mikkel Øris Nielsen og Nikolaj Øris Nielsen.
Han forlod BSV i sommeren 2014, men vendte tilbage efter tre år i Skive fH i 2017 til Bjerringbro-Silkeborg Elitehåndbold.  Han indstillede karrieren i 2021. Nielsen fik sin debut på landsholdet i 2008. Han spillede 27 kampe på landsholdet og scoret 53 mål.
Efter håndboldkarrieren har han arbejdet i Jyske Bank.